# Teatr Wielki w Göteborgu

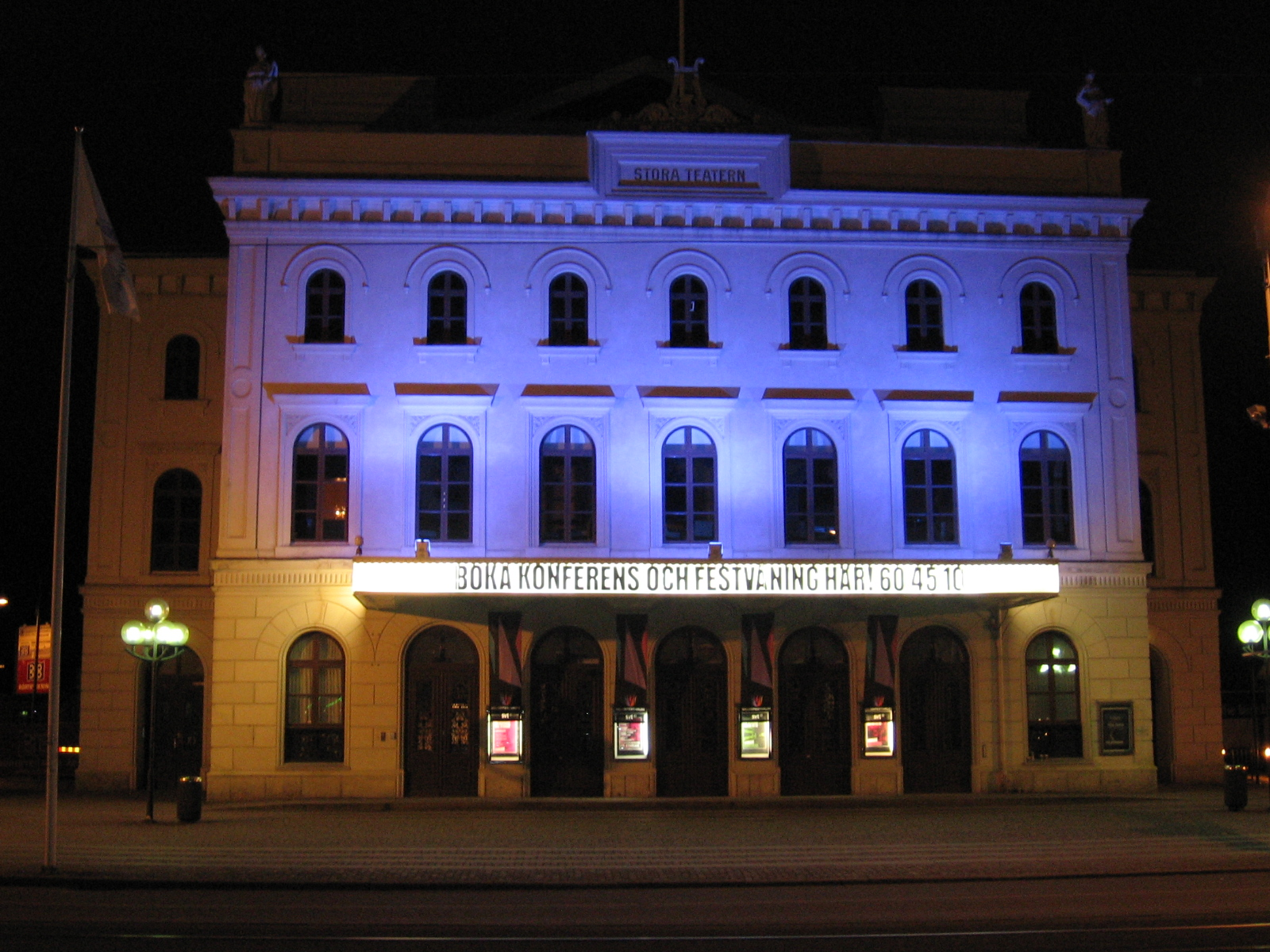
Teatr Wielki nocą

Teatr Wielki w Göteborgu (szw. Stora Teatern, daw. Nya Theatern, potocznie nazywany Storan) – teatr w Göteborgu, mieszczący się przy Kungsparken 1, w pobliżu Kungsportsavenyn, czynny w latach 1859–2010.

## Historia

### 1852-1994
Pierwszy teatr w Göteborgu, zwany Comediehuset, istniał już w 1779 roku. Był to drewniano-murowany budynek, usytuowany przy Sillgatan (obecnie Postgatan 12). Działał do 1833 r. W mieście znajdował się również drugi teatr, przy Södra Hamngatan 61, zwany Mindre Teatern (Teatr Mniejszy), który mógł pomieścić 1200. widzów.
W 1852 roku naczelnik Olaf Fåhreus, kupiec Robert Dickson oraz Edvard Magnus wystosowali do Magistratu petycję w sprawie wybudowania nowego, dużego teatru w mieście. Ponadto, wydawca Sven Adolf Hedlund umieścił w gazecie artykuł, w którym przekonywał o potrzebie budowy nowego teatru. W tym samym czasie do samorządu miejskiego wpłynęło pismo z prośbą budowy nowego kościoła w dzielnicy Haga. Magistrat pozytywnie rozpatrzył drugą petycję. To nie zniechęciło Hedlunda. Skontaktował się z architektem Brorem Carlem Malmbergiem, który wykonał projekt teatru w stylu neorenesansowym, na wzór teatru w Dreźnie. Starania Svena Adolfa Hedlunda przyniosły efekt, bowiem 1 marca 1856 r. położono kamień węgielny pod budowę nowego teatru. Po trzech latach, 15 września 1859 r. nastąpiło oficjalne otwarcie teatru. Premierowa sztuka, wystawiona na deskach Stora Teatern nosiła tytuł "Król Karol X Gustaw". 

Koszt budowy znacznie przekroczył planowany budżet, wyniósł 380 000 talarów szwedzkich. To mocno zaważyło na sytuacji finansowej Nya Theatern i po dwunastu latach istnienia został sprzedany na aukcji. Nowym właścicielem został przedsiębiorca August Ringer. Po śmierci Ringera teatr należał do jego szwagra, Duńczyka Augusta Brickmanna, a po nim do Alberta Ranfta. Teatr otwarto ponownie 2 września 1920 r.

Od 1920 do 1994 r. na deskach göteborgskiego teatru wystawiono wiele oper, operetek oraz musicali, m.in.:
- Pani Niewiniątko (Mam'zelle Nitouche)
- My Fair Lady
- Skrzypek na dachu
- Show boat

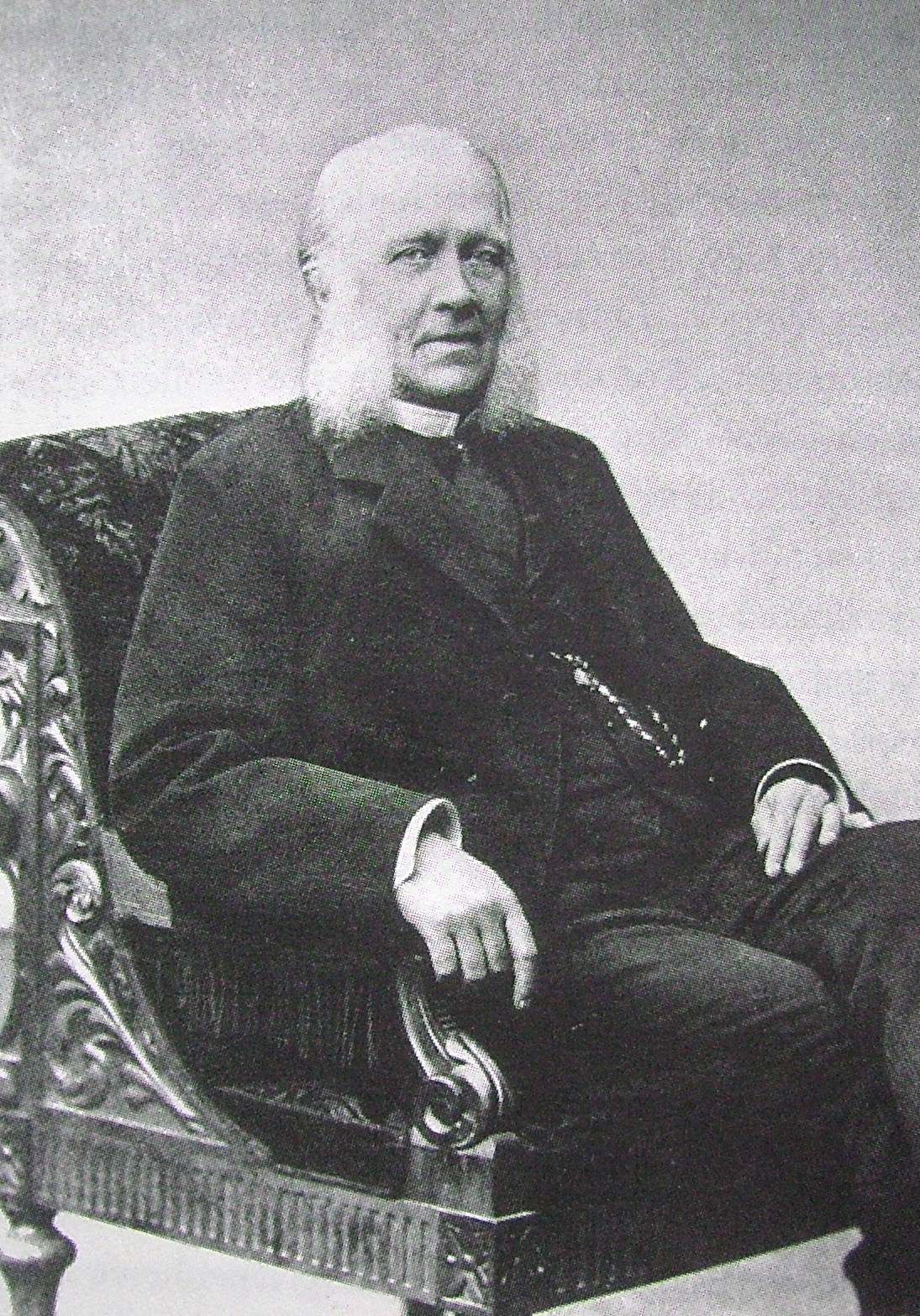
Sven Adolf Hedlund - założyciel Stora Teatern

21 grudnia 1973 r. Stora Teatern wpisano na listę szwedzkiego dziedzictwa kultury.

### 1994-2010
Od otwarcia Göteborgsoperan w 1994 r., w Teatrze Wielkim nie są wystawiane żadne spektakle. Od 2000 r. budynek należy do SAMI (Svenska Artisters och Musikers Intresseorganisation), czyli do Związku Szwedzkich Artystów Scenicznych i Muzyków. Do 2010 r. w teatrze odbywały się koncerty, przyjęcia oraz konferencje. Działała również restauracja. 20 lipca 2010 r. Teatr Wielki zamknięto.